# 니시쿠와나정
니시쿠와나정(西桑名町)은 미에현 구와나군에 있던 정이다. 현재의 구와나시에 해당한다.

## 역사
구와나역이 개업한 1894년 무렵에는 연근 재배가 이루어질 정도로 습도가 낮은 지역이었으나, 역 개업으로 구와나의 관문이 되어 도시 기능이 집적되어 왔다.
- 1889년 4월 1일 - 정촌제 시행으로 오야마다촌(大山田村) 발족.
- 1929년 2월 11일 - 오야마다촌이 정제 시행과 개칭으로 니시쿠와나정(西桑名町)이 됨.
- 1937년 3월 20일 - 구와나정에 편입. 니시쿠와나정 폐지.

## 교통

### 철도
- 일본 철도성
  - 간사이 본선
- 산구급행전철 (현 긴키 닛폰 철도)
  - 쓰시선
- 호쿠세이 철도
  - 호쿠세이 철도선 (현 산기 철도 호쿠세이선)
- 요로전철
  - 요로 전철선
- 구와나 궤도
  - 구와나 궤도선

## 참고문헌
- 가도카와 일본 지명 대사전 24 三重県
- 木下辻松 (2016)"軽便鉄道・廃線地域のいまむかし"目崎茂和 編『古地図で楽しむ三重』（爽BOOKS、風媒社、2016年2月25日、151p. ISBN 978-4-8331-0167-7）:113-124.